# Jozef Belko
Jozef Belko (1. listopadu 1929 – 11. dubna 2017) byl slovenský a československý politik Komunistické strany Slovenska, člen předsednictví Okresního výboru Komunistické strany Slovenska v Banské Bystrici, poslanec Sněmovny lidu Federálního shromáždění za normalizace.

## Biografie
Ve volbách roku 1971 zasedl do Sněmovny lidu (Středoslovenský kraj). Mandát obhájil ve volbách roku 1976 (obvod Brezno), volbách roku 1981 a volbách roku 1986. Ve Federálním shromáždění setrval i po sametové revoluci. Netýkal se ho tedy proces kooptace do Federálního shromáždění a zasedal zde až do konce funkčního období, tedy do svobodných voleb v roce 1990.
K roku 1971 se profesně uvádí jako ředitel závodu. K roku 1986 se uvádí jako podnikový ředitel n.p. Smrečina.